# Bình Xuyên
Bình Xuyên (Hán tự: 平川) waren ursprünglich eine Gruppe von Flusspiraten, die aus den Sümpfen nahe Saigon operierten. Im Rahmen des ersten Indochinakriegs gelang es ihnen, durch Patronage des französischen Geheimdienstes, das organisierte Verbrechen, besonders den Opiumhandel, im südlichen Vietnam zu monopolisieren.

## Ursprünge: 1920–1943
Die Gruppe bildete sich in den 1920er Jahren aus einer losen Koalition aus Gruppen von Flusspiraten und hatte anfangs etwa 200–300 leichtbewaffnete Mitglieder. Die meisten waren ursprünglich Halbstarke aus Cholon, dem Chinatown Saigons, oder Vertragsarbeiter auf Kautschuk-Plantagen gewesen, wo sie unter sklavenähnlichen Bedingungen (Todesrate 20 % p. a.) gelebt hatten. Sie erhoben „Schutzzölle“ von den Dschunken und Sampanen, die den Hafen von Cholon ansteuerten. Gelegentlich entführten oder beraubten sie reiche chinesische Händler aus der Stadt. Ihre Unterschlupfe befanden sich im Rung Sat-Sumpf, der sich östlich der Mündung des Soirap-Flusses gebildet hat. Nach Norden ist der Sumpf etwa durch die Linie Nha Bè-Phu My begrenzt. Die Entfernung zum südlichen Saigoner Stadtteil Cholon betrug in den 1950er Jahren etwa 15 km. Der Name der Gruppe leitete sich von der gleichnamigen Ortschaftsgruppe ab aus der Gründungsmitglieder der Gruppe stammten. Angeführt wurden sie von Lê Văn Viễn (* 1904 nahe Cholon; † 1970 in Paris), bekannter als Bay Vien. Nachdem der Analphabet mit 17 um sein Erbe betrogen worden war, verdingte er sich als Chauffeur eines kleinen Gangsters. Später kam er in Kontakt mit dem Paten Duong Van Duong (Ba Duong; † Feb. 1946), der zu einem bedeutenden Arbeitsvermittler der japanischen Besatzer wurde. Anfang 1945 entkam Bay Vien von der Gefängnisinsel Côn Đảo (auch: Pulo Condore; Côn Sơn), wo er wie viele andere durch den Kontakt mit nationalistischen politischen Gefangenen mit anti-kolonialistischer Ideologie bekannt wurde.

## Anti-Kolonialismus: 1943–1948
Während der japanischen Besetzung, besonders ab 1943 genossen die Gangster den Schutz der Militärpolizei (Kempeitai). Besonders wichtig war dabei Matsushita Mitsuhiro ein Geheimdienstoffizier, der sich als Direktor von Dainan Koosi tarnte und vom japanischen Generalkonsul in Hanoi Yoshio Minoda gelenkt wurde. Als die Japaner, um die verbleibenden Franzosen auszuschalten, am 9. März 1945 eine national-vietnamesische Verwaltung installierten, wurden manche Binh Xuyen-Mitglieder amnestiert, etliche als Polizisten eingestellt. Bay Vien und andere Gangster verbündeten die Organisation zu dieser Zeit mit den Viet Minh. Als diese von den zurückkehrenden Franzosen im Herbst aus Saigon verdrängt wurden, blieb Bay Vien im Untergrund als militärischer Kommandeur zurück. Er verbündete sich mit der von Lai Van Sang geführten „Avantgarde“-Jugendbewegung. Die Gangster bewaffneten und kommandierten nun eine Gruppe idealistischer städtischer Intellektueller. Am 25. Oktober begannen französische Truppen einen Angriff und vertrieben die Widerständler zurück in die Sümpfe. Jedoch blieben etwa 250 Mann im Untergrund als Attentäter, die in Zellen organisiert waren, zurück.
Durch Schutzgelderpressung erlangte die Organisation die Mittel um bis 1947 sieben Regimenter (ca. 10000 Mann) zu bewaffnen. Als die Viet Minh ihre Politik der Schikanierung französischer Kolonisten aufnahm, wurden die meisten Attentate im Süden von Angehörigen der Binh Xuyen ausgeführt. Aufgrund der Widersprüche zwischen revolutionärer Ideologie und Ganovenmentalität kam es zu Reibereien. Den Viet Minh war bekannt geworden, dass Bay Vien im März 1948 Kontakt zum 2eme Bureau aufgenommen hatte. Man stellte ihm mit einer Einladung zur Geburtstagsfeier Ho Chi Minhs am 19. Mai eine Falle, die er erkannte und sich mit einer Leibgarde von 200 Mann umgab. Gleichzeitig wiegelten in den Sümpfen geschulte Kader (genannt: Can Bo) die zurückgebliebenen idealistischen Jugendlichen auf, die daraufhin am 28. Mai einen großen Teil der Gangster entwaffneten und die Kontrolle über die Sümpfe gewannen. Bay Vien erfuhr davon, konnte sich jedoch, von den Viet Minh verfolgt, am 10. Juni nach Saigon retten.

## Kollaboration: 1948–1955
Der französische Hauptmann des 2ème Bureau Antoine Savani spürte Bay Vien am 16. auf und überzeugte ihn in der Hauptstadt den Kommunisten öffentlich abzuschwören. Die französischen Kolonialherren gewannen so die teilweise Kontrolle über die weiterhin bestehenden Zellen in der Stadt, um diese als anti-kommunistische Kämpfer zu benutzen. Dabei wurden auch Mittel aus der Operation X – vom Geheimdienst organisierter Opiumhandel – zur Finanzierung eingesetzt: im Jahre 1954 US$ 85000.
Den etwa 800 Mann (inklusive Rückkehrer aus den Sümpfen) wurde bald gestattet, relativ ungestört ihre kriminellen Aktivitäten in Cholon zu entfalten. Dafür unterstützten sie die Franzosen bei Säuberungsaktionen in Gebieten, die ihnen offiziell als „Nationalistische Zone“ zugestanden wurden. Dabei waren sie so effektiv, dass ab 1952 keine Viet Minh-Aktivität in Saigon vorkam. Zugleich betrieben die Gangster branchenübliche „Gewerbe“ in aller Öffentlichkeit: Prostitution, Kontrolle des Transportgewerbes, Drogenhandel und Glücksspiel, wobei sich die Konzession (ab 31. Dezember 1950) für die beiden Spielcasinos Grand Monde (Cholon) und Cloche d'Or (Saigon) als besonders einträglich erwiesen. Ein gewisser Prozentsatz der Gewinne wurde an das 2eme Bureau, MACG und den Kaiser Bao Dai abgeführt. Das größer werdende Vermögen Bay Viens wurde zum großen Teil von Mathieu Franchini, einem Korsen mit besten Verbindungen zur Marseiller Mafia, als Finanzberater investiert.
In Saigon wurden in den 1950ern zwei Opiumküchen betrieben, eine nahe der Nationalversammlung, die zweite im Hauptquartier der Bande bei der Y-Brücke in Cholon. In diesen Küchen wurde aus dem rohen Opium, geliefert vom GCMA, dessen rauchbare Form hergestellt. Das Produkt wurde in Opiumhöhlen und Geschäften der lokalen chinesischen Bevölkerung vertrieben, Überschüsse gingen in den Export. Die Gewinne wurden von den Gangstern mit Hauptmann Savani und Major Roger Trinquier vom MACG geteilt, die über ihre Geheimdienste den Guerillakampf gegen die Viet Minh finanzierten. Bis 1954 hatten die Binh Xuyen ein Quasi-Monopol für Opiumprodukte in der Hauptstadt und Cochinchina. Ein etwa 100 km großer Landstreifen zwischen Saigon und Cap Saint-Jacques (heute: Vũng Tàu) stand unter ihrer alleinigen Kontrolle. In diesem Jahr war Lai Van Sang, der „Militärchef“ der Organisation zum Generaldirektor der Nationalpolizei aufgestiegen. Der Anführer Bay Vien war inzwischen der reichste Mann Saigons und zum Premierminister – als Gegenspieler Diem's – vorgeschlagen worden. Die Binh Xuyen unterstützten die Franzosen nicht nur in der Bekämpfung der Viet Minh, sondern nach der Niederlage von Dien Bien Phu auch in ihrem Kleinkrieg gegen den immer größer werdenden amerikanischen Einfluss.
Der amerikanisch unterstützte militärische Sicherheitsdienst (MSS) begann ab Februar 1955 damit, einzelne Binh Xuyen-Zellen auszuheben. Am 28. März kam es zur Besetzung des Polizeihauptquartiers durch Fallschirmjäger, es folgten zwei Tage von Straßenkämpfen, mit 26 Toten und 112 Verletzten. Französische Truppen sicherten einen Waffenstillstand ab. Zwischen dem 28. April und 3. Mai 1955 kämpfte sich die südvietnamesische Armee (ARVN) des, vom zu dieser Zeit von der CIA unterstützen, Premierminister Ngo Dinh Diem Haus-zu-Haus nach Cholon-Saigon hinein. Das Ergebnis der sechstägigen Kämpfe waren über 500 Tote, 2.000 Verletzte und 20.000 Obdachlose. Die verbleibenden Binh Xuyen wurden dadurch erneut in die Sümpfe getrieben und der Strohmann der USA kontrollierte Saigon und Umgebung, um in den folgenden Tagen seine Machtposition weiter auszubauen. Bay Vien flüchtete nach Frankreich, wo er von dem ihm verbliebenen Vermögen angenehm lebte.